# Dützer Berg
Der Dützer Berg ist ein 258,1 m ü. NHN hoher Berg im Wiehengebirge südwestlich von Minden-Dützen.

## Lage
Der Dützer Berg liegt im nordrhein-westfälischen Kreis Minden-Lübbecke. Der Gipfel liegt auf der Grenze der Stadt Bad Oeynhausen (im Süden) mit der Stadt Minden (im Norden). Nächstgelegener Ort ist Minden-Häverstädt im Nordosten.
An der Nordabdachung entspringt der Twemkebach. Via Bastau wird darüber der Nordteil des Dützer Berges zur Weser entwässert. Am Südhang entspringt der Dehmer Bach, der das südliche Teilgebiet zur nahen Weser entwässert. Im Süden des Dützer Berges befindet sich der Große Weserbogen.

## Bergbau
Im Dützer Berg wurde bis in die 1960er Jahre unter Tage Eisenerz abgebaut. Reste der bergbaulichen Anlagen sind erhalten.

## Tourismus
Über den Berg verlaufen der Wittekindsweg, der E11, der Mühlensteig, der Jakobs-Pilgerweg Minden-Soest und der Rundwanderweg Rund um den Jordansprudel. Am nördlichen Gebirgsfuß verläuft der Arminiusweg. In der Nähe des Gipfels befindet sich das Ausflugslokal „Wilder Schmied“.